# Арамазд (гора)
Арамазд (арм. Արամազդ) — высочайшая вершина Баргушатского хребта (3392 м) в Сюникской области Армении. Он состоит из вулканических пород. Склоны крутые, покрытые горно-луговой растительностью. В прикровельных частях имеются обнажения и петрификаты.
Гевонд Алишан предположительно сравнивает Арамазд с горой Камбил.